# Hanover (Kansas)
Hanover es una ciudad ubicada en el de condado de Washington en el estado estadounidense de Kansas. En el año 2010 tenía una población de 682 habitantes y una densidad poblacional de 524,62 personas por km².

## Geografía
Hanover se encuentra ubicada en las coordenadas 39°53′27″N 96°52′31″O / 39.89083, -96.87528 (39.890836, -96.875348).

## Demografía
Según la Oficina del Censo en 2000 los ingresos medios por hogar en la localidad eran de $31,375 y los ingresos medios por familia eran $38,667. Los hombres tenían unos ingresos medios de $25,104 frente a los $18,235 para las mujeres. La renta per cápita para la localidad era de $15,596. Alrededor del 7.5% de la población estaban por debajo del umbral de pobreza.